# Ялыновка (Кировоградская область)
Ялыновка (укр. Ялинівка; в прошлом — Червоно-Венедиктовка) — село в Попельнастовской сельской общине Александрийского района Кировоградской области Украины.
Население по переписи 2001 года составляло 276 человек. Почтовый индекс — 28063. Телефонный код — 5235. Код КОАТУУ — 3520386903.
В селе родился Герой Советского Союза Михаил Захарченко.